# فرحات الهاشم
فرحات الهاشم أبو جودة (17 مارس 1926) هو موسيقي وعازف لبناني ولد في جل الديب في قضاء المتن، لبنان. برع في العزف على آلتي العود والكمان. كان عضو في نقابة الفنانين المحترفين؛ كما عمل في الخمسينات في إذاعة الشرق الأدنى والإذاعة البريطانية وإذاعة صوت أمريكا في بيروت. صدر له كتاب العود السبعي الأوتار عام 1997. أضاف فرحات وترين لآلة العود: وتر قرار الراست، ووتر جواب الجهاركاه عام 1972 وأسماه «العود المشرقي اللبناني». وفي 18 يناير 1999 -بعد وفاته بشهرين- مُنحت زوجة الموسيقي فرحات الهاشم؛ وداد أبو جودة براءة اختراع تتعلق بالوترين الذين أضافهما وذلك لمدة خمس عشرة سنة.

## نشأته
ولد فرحات الهاشم في جل الديب في المتن، كان والده عازفًا على آلة الكلارينت (كرنيطة). درس في مدرسة الأب يعقوب الحداد الكبوشي الابتدائية. أهداه والده عندما كان في العاشرة من عمره آلة الكمان. التحق بعد ذلك بمدارس المراسلات المصريَّة ـ معهد الدكتور فائق الجوهري.